# Профутур
Вижте пояснителната страница за други значения на Профутур.
Профутур (Profuturus) е генерал (magister militum) на Източната Римска империя през 4 век.
През 377 г. готите с командир Фритигерн атакуват Адрианопол и император Валент изпраща Профутур и Траян с войска от Армения в Тракия. Към тях се присъединява и западноримския генерал Рикомер. Готите се измъкват и отиват в град Ад Салицес наблизо до Марцианопол в Мизия, където се състои битка, без ясен резултат.